# Hondschoote
 Hondschoote  (en neerlandés: Hondschote) es una población y comuna francesa, en la región de Norte-Paso de Calais, departamento de Norte, en el distrito de Dunkerque y cantón de Hondschoote.

## Demografía
| 2705 | 2722 | 2964 | 3716 | 3654 | 3815 |
| Para los censos de 1962 a 1999 la población legal corresponde a la población sin duplicidades (Fuente: INSEE [Consultar]) |      |      |      |      |      |